# 3126 Davydov
3126 Davydov este un asteroid din centura principală, descoperit pe 8 octombrie 1969 de Liudmila Cernîh.